# Cabezas del Pozo (kommunhuvudort)
Cabezas del Pozo är en kommunhuvudort i Spanien.   Den ligger i provinsen Provincia de Ávila och regionen Kastilien och Leon, i den centrala delen av landet, 120 km nordväst om huvudstaden Madrid. Cabezas del Pozo ligger 843 meter över havet och antalet invånare är 120.
Terrängen runt Cabezas del Pozo är platt, och sluttar norrut. Runt Cabezas del Pozo är det glesbefolkat, med 19 invånare per kvadratkilometer. Närmaste större samhälle är Fontiveros, 8,0 km söder om Cabezas del Pozo. Trakten runt Cabezas del Pozo består till största delen av jordbruksmark.